# Ekkeland Götze

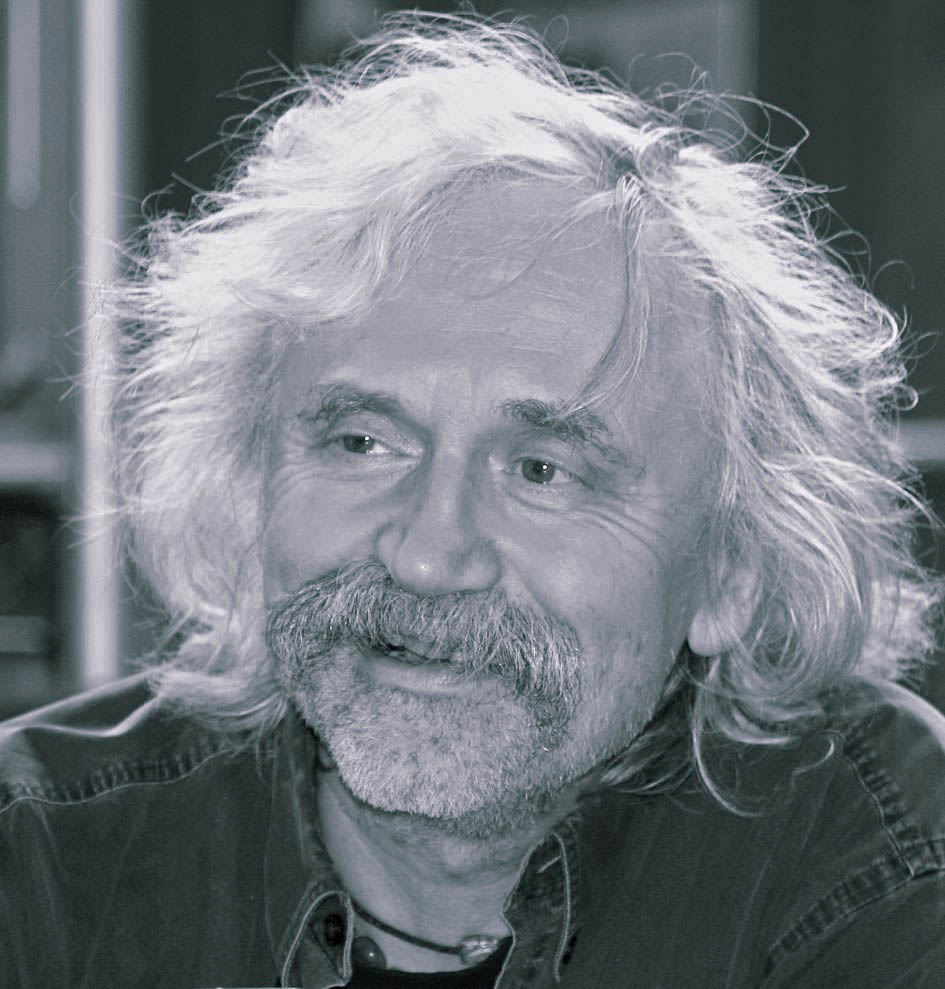
Ekkeland Götze

Ekkeland Götze (* 14. August 1948 in Dresden als Ekkehard Götze) ist ein deutscher Maler und Konzeptkünstler.

## Leben und Werk

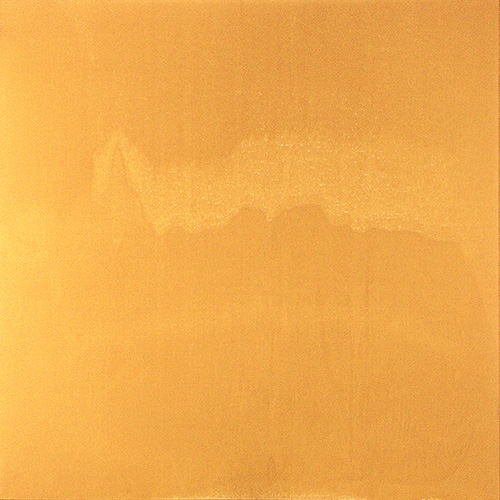
Erdbild Europa
Eisfeuer (Island), Hveradalier

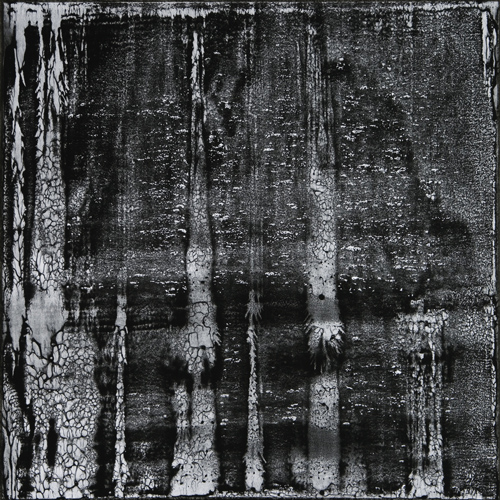
Erdbild Ozeanien
Songlines (Australien),
Nyinkka Nyunyu

Ekkeland Götze studierte an der Abendschule der Hochschule für Bildende Künste Dresden und war dort ab 1977 als Lehrkraft für Siebdruck tätig. Im selben Jahr richtete er eine eigene Siebdruck-Werkstatt ein, eine der wenigen dieser Art in der DDR. Er druckte u. a. für Karl-Heinz Adler, Horst Bartnig, Hartmut Bonk, Hermann Glöckner und A. R. Penck. 1985 wurde er mit einem Ausstellungs- und Verkaufsverbot belegt. 1988 übersiedelte er von Dresden nach München. In Westdeutschland nahm er einen Lehrauftrag für Siebdruck an der FH Würzburg an.
Er arbeitet seit 1989 an einem „Bild der Erde“. Dazu nimmt er innerhalb von Einzelprojekten Bodenproben von ereignisgeprägten Orten der Menschheitsgeschichte auf allen Kontinenten. Diese druckt er nach einem Verfahren, das er „Terragrafie“ nennt, auf Papier, freskal auf frischen Kalkmörtel oder andere Untergründe. Das so entstehende Gesamtwerk trägt den Titel „ERDE“. Erdbilder aus 13 Projekten fasste er jeweils in einem Künstlerbuch zusammen, ergänzt mit Texten, Serigrafien, Fotografiken oder Grafiken. Das Projekt erstreckt sich auch auf Kunst am Bau, so wurde 2018 ein Glasfenster der Münchner St.-Christoph-Kirche von Götze mit Hilfe von Erden gestaltet, die die Lebensstationen des Geistlichen Michael Höck symbolisieren.
Im Juli 2012 beteiligte sich Götze im Rahmen des audiovisuellen Gemeinschaftsprojekts Rote Erde mit dem Komponisten Klaus Hinrich Stahmer am Sommer-Symposium „BodenLeben“ der Universität für Bodenkultur Wien und der Staatlichen Naturwissenschaftlichen Sammlungen Bayerns.
2018 wurde Götze der Seerosenpreis der Stadt München verliehen.

## Ausstellungen (Auswahl)
Einzelausstellungen
- 2023: „Erde“, Leonhardi-Museum, Dresden[6]
- 2022: „Das Bild der Erde“, Museum Mensch und Natur[7]
- 2012: Goethe-Institut, Tokyo, Japan
- 2010: Center for Advanced Studies, LMU München
- 2009: Installation „Das Bild der Erde“ (Auswärtiges Amt Berlin)[8]
- 2007: Installation „Shoa“ in St. Lukas (Artionale leer stelle München)
- 2001: Goethe-Institut, São Paulo, Brasilien[1]
- 1997: Rotorua Museum of Art & History Te Whare Taonga O Te Arawa, Neuseeland
- 1997: Goethe-Institut, Washington, Vereinigte Staaten

Ausstellungsbeteiligungen
- 2017: Faktor X, Biennale der Künstler im Haus der Kunst, München[9]
- 2006: 4th International Artist’s Book Triennial, Vilnius
- 1990–2010: Grosse Kunstausstellung München
- 1990: Ausgebürgert, Albertinum, Dresden und Kleine Deichtorhalle, Hamburg

## Werke in öffentlichen Sammlungen
- Alexander Turnbull Library, Wellington, New Zealand
- Bayerische Staatsbibliothek, München
- DekaBank, Luxemburg
- Herzog-August-Bibliothek, Wolfenbüttel
- KwaZulu Monument Council – Cultural Museum Ondini, South Africa
- Library of H.H. XIV. Dalai Lama, Dharamsala, India
- Märkisches Museum, Berlin
- Museum für Völkerkunde Berlin
- Museum of Modern Art New York
- Rotorua Museum of Art & History TE WHARE TAONGA O TE ARAWA, New Zealand
- Songtsen Gampo Library, Dehradun, India
- Staatliche Kunstsammlungen Dresden, Kupferstich-Kabinett
- Kupferstichkabinett Berlin